# Alan Velasco
Alan Agustín Velasco (* 27. Juli 2002 in Quilmes) ist ein argentinischer Fußballspieler, der beim Erstligisten FC Dallas unter Vertrag steht. Der Flügelspieler ist ehemaliger argentinischer U17-Nationalspieler.

## Karriere

### Verein
Der in Quilmes geborene Alan Velasco entstammt der Jugendabteilung des CA Independiente aus Avellaneda, in die er im Jahr 2012 eintrat. Zum Ende der Saison 2018/19 wurde der Flügelspieler mit 16 Jahren in die erste Mannschaft befördert. Am 29. Mai 2019 gab er beim 2:0-Heimsieg gegen die Rionegro Águilas in der Copa Sudamericana sein Debüt, als er in der 93. Spielminute für Cecilio Domínguez eingewechselt wurde. In der höchsten argentinischen Spielklasse kam er erstmals am 7. Dezember 2019 (16. Spieltag) bei der 0:1-Heimniederlage gegen den CA Banfield zum Einsatz. Insgesamt bestritt er in dieser Spielzeit 2019/20 vier Ligaspiele für die Rojo.
Im November 2020 brach er in die Startformation vor. Am 26. November 2020 erzielte er beim 4:1-Heimsieg gegen den CA Fénix in der Copa Sudamericana sein erstes Tor im Profifußball.
Im Februar 2022 wechselte Velasco zum FC Dallas in die USA. Dort war er bis zum Ende der Saison 2024 aktiv und wechselte anschließend zurück nach Argentinien, diesmal zu Boca Juniors.

### Nationalmannschaft
Im Frühjahr 2019 nahm Velasco mit der argentinischen U17-Nationalmannschaft an der U17-Südamerikameisterschaft 2019 in Peru teil, wo er in drei Spielen zum Einsatz kam und dabei einen Torerfolg verbuchen konnte.